# 124075 Кетельсен
124075 Кетельсен (124075 Ketelsen) — астероїд головного поясу, відкритий 15 квітня 2001 року.
Тіссеранів параметр щодо Юпітера — 3,218.